# Felin (Einheit)
Der Felin oder Ferlin, auch Fellin, war ein französisch/belgisches Gewichtsmaß für Gold und Silber. In älterer Literatur wird das Maß als Markgewicht (Poids de marc) bezeichnet. Vierling oder Viertelmünze war eine verbreitete Bezeichnung. Im Italienischen war es der Ferlino mit 1/122 Pfund.

## Frankreich
- 10 Felin = 1 Gros = 3,91 Gramm

## Belgien
Die Maßkette war 
- 1 Pfund = 2 Mark = 16 Unzen = 320 Esterlin = 1280 Felins = 492,1518 Gramm[3]
- 1 Felin = 8 As[4]
- 4 Felins = 1 Esterlin
- 2 Maille = 1 Felin